# Kågen
Kågen, (Noord-Samisch: Gávvir) is een eiland in de provincie Troms in Noorwegen. Het eiland ligt in de gemeente Skjervøy. Kågen is door de Maursundtunnel verbonden met het vasteland van Troms, over de Skattørsund ligt een brug die het verbindt met het eiland Skjervøya.

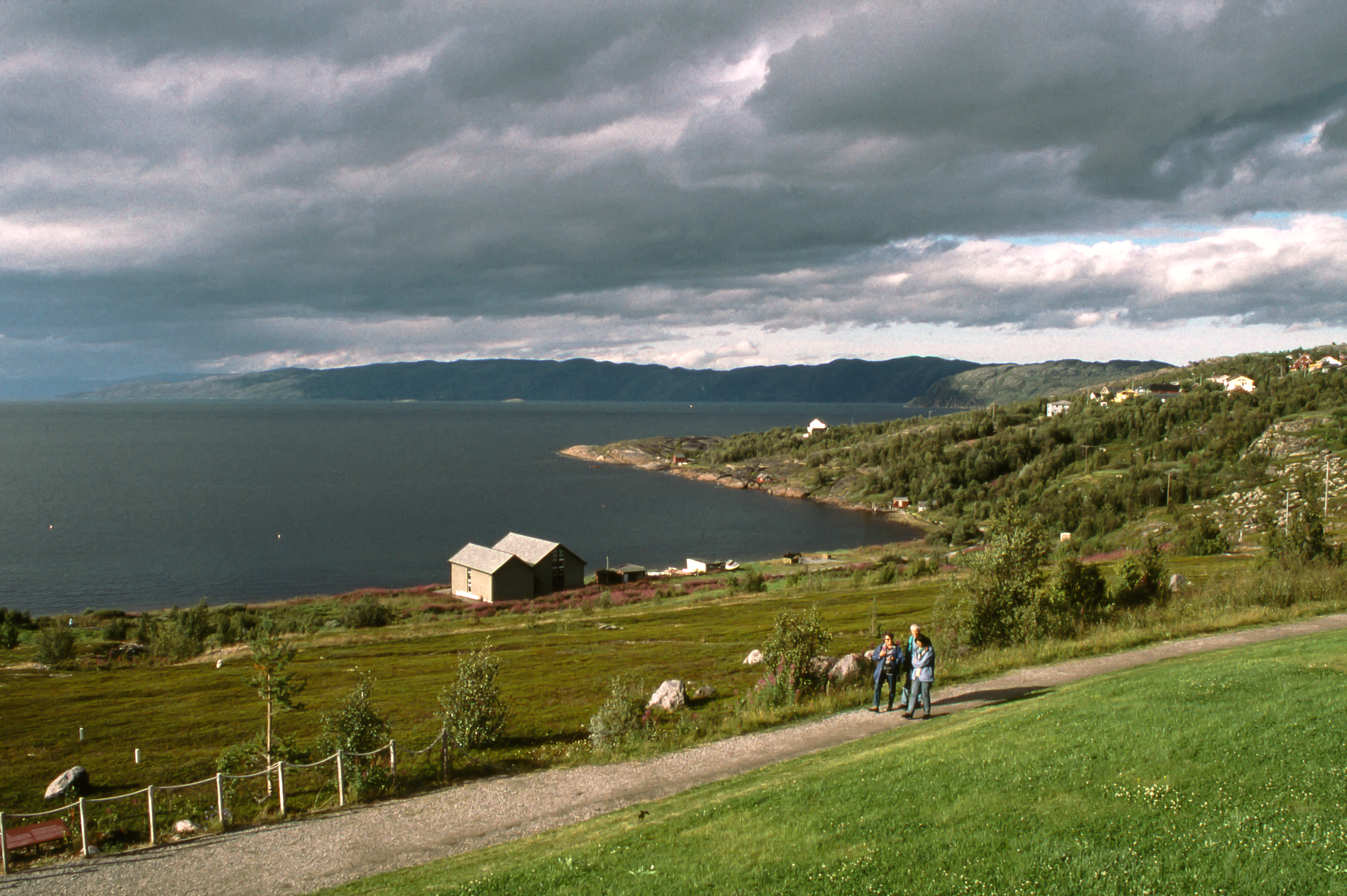
Kågen